# Pandosentis iracundus
Pandosentis iracundus är en hakmaskart som beskrevs av Van Cleve 1920. Pandosentis iracundus ingår i släktet Pandosentis och familjen Neoechinorhynchidae. Inga underarter finns listade i Catalogue of Life.